# Libnotes (Afrolimonia) lucrativa
Libnotes (Afrolimonia) lucrativa is een tweevleugelige uit de familie steltmuggen (Limoniidae). De soort komt voor in het Afrotropisch gebied.